# Gáli Géza
Gáli Géza (Szabadka, 1887. március 24. – Langenstein, 1945. április 8.) tüdőgyógyász, igazgató főorvos, Gáli József (1930–1981) író, műfordító apja.

## Életpályája
Gáli Adolf (1843–1927) építészmérnök, vállalkozó és Schossberger Gizella legidősebb gyermekeként született zsidó családban. Középiskolai tanulmányait a Szabadkai Állami Főgimnáziumban végezte (1896–1904). Sikeres érettségit követően a Budapesti Tudományegyetem Orvostudományi Karának hallgatója lett (1904–1909). 1910 májusában a budapesti dunabalparti közkórházakhoz segédorvossá, októberben alorvossá nevezték ki. Érdeklődése Benedict Henrik asszisztenseként a tuberkulózis felé fordult. Az első világháborút megelőzően kipróbálta a hajóorvoslást is, majd az Amerikai Egyesült Államokban bővítette orvosi ismereteit. Egy időben Tisza Kálmán özvegyének, gróf Degenfeld-Schonburg Ilonának volt a kezelőorvosa. 1914 májusától a gyulai József Szanatórium igazgató-főorvosává választották. Ezt a tisztséget – kisebb megszakítással – 1944-ig, deportálásáig megtartotta. 1917-ben kinevezték a MÁV orvosi tanácsadójává. A tuberkulózis elleni küzdelem hazai és nemzetközi tekintélyévé vált. Nevéhez köthető a gyulai tüdőbeteg gondozó létrehozása. Több díjjal ismerték el tevékenységét, s nemcsak szakmájában volt kiváló, de aktívan részt vett lakóhelye társadalmi-szellemi-politikai életében is.
1944 júniusában az auschwitzi koncentrációs táborba deportálták. Később a buchenwaldi koncentrációs tábor altáborába, Langensteinbe került, ahol életét vesztette.
Felesége Ehrenreich Mária (1893–1944) fül-orr-gégész volt, Ehrenreich Henrik és Weinstein Etelka Eszter lánya, akit 1916. október 12-én Budapesten, az Erzsébetvárosban vett nőül. Esküvői tanúja Benedict Henrik volt. Három gyermekük született: Ákos, Éva és József.

## Művei
- A lues serodiagnostikájának újabb módosításai a gyakorlati életben való kivitelük szempontjából. (Budapesti Orvosi Újság, 1911, 11.)
- Strumitis posttyphosa apostematosa tarda és másodlagos Basedow-kór. (Orvosi Hetilap, 1913, 11.)
- Leukaemiás lymphomatosis és paroxysmusos haemoglobinuria szövődményének esete. (Orvosi Hetilap, 1914, 31.)
- A háború és a tüdőphthisis aetiologiája. (Orvosi Hetilap, 1915, 43.)
- A tuberculosis kezelése Deycke-Much partialantigénjeivel. (Orvosi Hetilap, 1916, 18.)
- A tuberculosis-bacillus Much-formáinak klinikai és prognostikai jelentősége. (Orvosi Hetilap, 1917, 5–6.)
- A cutan adott alttuberculin és Much-Deycke-féle partial-antigének prognosisos és therápiás értékéről. (Orvosi Hetilap, 1917, 35.)
- Vizsgálatok a vegetatív idegrendszer befolyásáról a phthisis prognosisára. (Gyógyászat, 1922, 16–17.)
- Asthma, ulcus ventriculi és hypertyreosisok viszonyáról tuberkulosishoz. (Gyógyászat, 1923, 13.)
- Constitutio és tuberkulosis. (Gyógyászat, 1923, 49.)
- A tüdőtuberculosis prognosisa. (Orvosképzés, 1925, 2.)
- A tuberkulosis secundaer stádiuma. (Gyógyászat, 1925, 4–5.)
- A szív elváltozásai tüdőtuberkulosisnál, különös tekintettel a röntgen-leletre. (Gyógyászat, 1925, 45.)
- A constitutio befolyása a tüdőtuberkulosis prognosisára. (Gyógyászat, 1927, 26.)
- A tüdőtuberculosis kapcsolata más betegségekkel. (Orvosképzés, 1928, 5–6)
- Az infiltrátumok jelentősége a felnőttek tüdőtuberkulosisának kezdetében. (Gyógyászat, 1929, 41.)
- A tüdőtuberkulózis befolyása a keresőképességre. (A Társadalombiztosítási Orvos, 1931, 10.)
- A haematogen eredetű tüdőtuberculosis, (Budapesti Orvosi Ujság, 1931, 42.)
- A tüdőtuberkulosis diagnostikája a gyakorlóorvos szempontjából. (Orvosképzés, 1932, 5.)
- 250 phrenicus-műtét tanulságai. (Gyógyászat, 1932, 37.)
- Az 1–10 évig terjedő kor tüdőtuberculosisának klinikai formái és pathogenesise. Szabó Júliával. (Orvosi Hetilap, 1932, 43.)
- Az öregkori tuberkulosis. (Gyógyászat, 1932, 52.)
- A tüdőtuberkulosis therápiája a gyakorlatban. (Gyógyászat, 1933, 50.)
- Az orvos utja. Budapest, 1934
- Adatok a tüdőtumorok elkülönítő diagnostikájához. Karoliny Lajossal. (Gyógyászat, 1936, 46–47.)
- Egy elfelejtett évforduló és a tuberculosis-törvényjavaslat. (Gyógyászat, 1940, 9.)

## Díjai, elismerései
- Vöröskereszt hadiékítményes II. osztályú díszjelvénye (1916)
- Ferenc József-rend lovagkeresztje (1918)